# Cryptocellus adisi
Espèce
Cryptocellus adisi est une espèce de ricinules de la famille des Ricinoididae.

## Distribution
Cette espèce est endémique d'Amazonas au Brésil. Elle se rencontre vers Manaus.

## Description
Le mâle holotype mesure 3,15 mm et la femelle paratype 3,16 mm.

## Étymologie
Cette espèce est nommée en l'honneur de Joachim Adis.

## Publication originale
- Platnick, 1988 : A new Cryptocellus (Arachnida: Ricinulei) from Brazil. Journal of the New York Entomological Society, vol. 96, no 3, p. 363-366 (texte intégral).